# Ghrelina

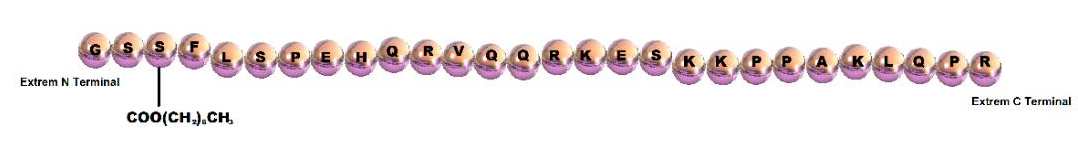
Seqüència d'aminoàcids de la ghrelina acilada

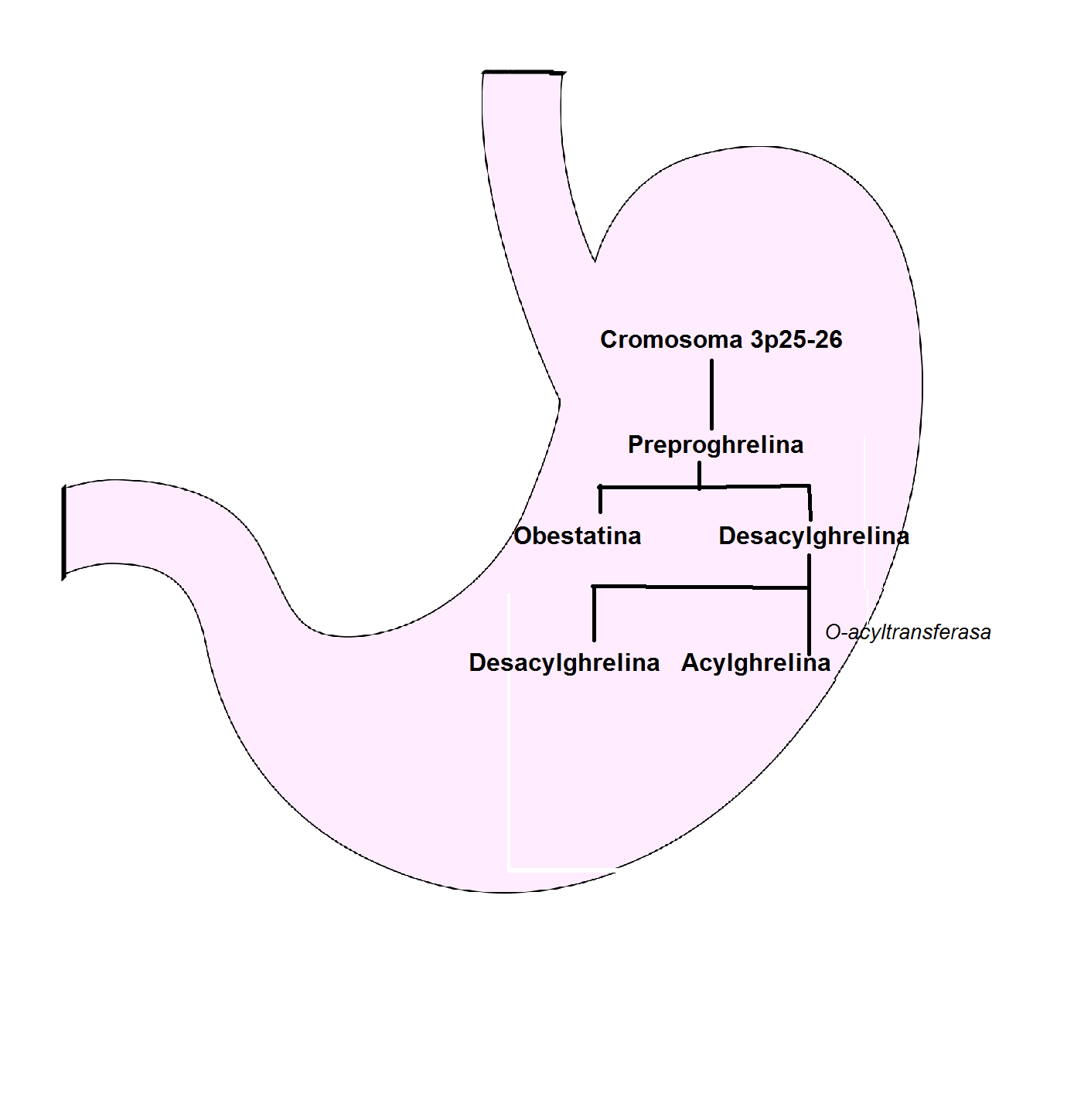
Esquema de la formació de la Ghrelina

La ghrelina (de l'arrel protoindoeuropea ghre: creixement) és un pèptid de 28 aminoàcids que actua de lligand del receptor de l'hormona del creixement. El seu nom és un acrònim de l'anglès Growth-Hormone-RELeasing, fent referència a la funció per la qual va ser descoberta al 1996 gràcies a l'acció sobre el seu receptor en teixit gàstric de ratolins.
El 65% d'aquesta hormona es sintetitza a l'estómac, tot i que també es produeix en altres teixits. La ghrelina és coneguda per ser estimuladora de l'hormona del creixement (GH) i pel seu efecte orexigènic (increment de la gana).

## Història
L'any 1976, C.Y. Bowers i el seu equip van trobar una sèrie de derivats de pèptids opioides que no mostraven cap activitat típica dels opioides. En canvi, van poder observar que tenien una funció, tot i que era dèbil, en l'alliberament de la GH; en aquest moment van decidir anomenar-los GHS (Growth Hormone Secretagogue).
L'estructura de la primera molècula opioide que van trobar era Tyr-D-Trp-Gly-Phe-Met-NH₂. Aquest pèptid era un derivat de la Met-encefalina; que va induir a l'alliberament de GH, actuant sobre la hipòfisi. Aquesta activitat era molt dèbil i només la van observar in vitro. L'any 1984 es va descobrir un potent GHS que va ser sintetitzat en base a càlculs d'energia, modificacions químiques i un assaig d'activitat biològica. El van anomenar GHRP-6 i van veure que era actiu tant in vitro com in vivo. Finalment van acabar concloent que podria utilitzar-se en aplicacions clíniques.
Durant aquest període, en investigar el mecanisme de l'acció de la GHS, van descobrir que l'alliberament de GH de la pituïtària estava estimulat per la GHRH hipotalàmica; per tant van arribar a la conclusió que els GHS alliberaven GH a partir d'una via diferent a la GHRH. Per altra banda van descobrir que les GHSs actuaven amb un receptor diferent del conegut per augmentar la concentració intracel·lular de calci (Ca2+) mitjançant una via de transducció del senyal mediat per inositol 1,4,5‐trisfosfat (IP₃).
L'any 1996 es va clonar el gen de la GHS-R, utilitzant l'estratègia que els GHS estimulen la fosfolipasa C, fent que augmenti el IP₃ i el Ca2+ intracel·lular. Després de dur a terme la clonació es va veure que el GHS-R s'expressa a la pituïtària, hipotàlem i a l'hipocamp. En un principi no es sabia el seu lligand natural conegut; quan van identificar el GHS-R es van realitzar recerques per a trobar-lo.

## Estructura i metabolisme
La ghrelina és un pèptid format per 28 aminoàcids que es sintetitza a les cèl·lules de la mucosa epitelial de l'estómac. En total, pesa 3,08 kDa, tot i que pot variar si es produeix una mutació de la proteïna. Pertany a la família de les motilines, moltes de les quals tenen funcions al sistema digestiu. La seva seqüència és H₂N-GSSFLSPEHQRVQQRKESKKPPAKLQPR-COOH, i pot tenir unit al tercer aminoàcid un àcid octanoic o no, de forma que diferenciem entre la forma acilada de la ghrelina (amb l'àcid octanoic) i la forma no acilada (sense l'àcid). En humans, la forma acilada majoritària conté l'àcid octanoic, però també és possible trobar en concentracions molt baixes a les cèl·lules estomacals gherlines amb àcid decanoic a l'aminoàcid 3. Aquesta forma té funcions diferents, la més important és l'absorció de cations calci (Ca2+) al citosol cel·lular.
El gen humà que codifica la ghrelina es troba en el cromosoma 3p25-26, i conté 4 exons i 3 introns. S'expressa a les cèl·lules de l'epiteli estomacal, a les quals tenen lloc els processos de transcripció i traducció del gen, estimulats quan augmenta la concentració de glucagó a la sang. La proteïna que en resulta és la preproghrelina, de 117 residus, la qual és metabolitzada a través d'una sèrie de complexes reaccions enzimàtiques obtenint com a resultat dues cadenes polipeptídiques. Una de elles és l'obestatina, amb funcions contràries a la ghrelina, i l'altra és la ghrelina no acilada.
Abans de sortir de la cèl·lula a l'interior de l'estómac, la ghrelina no acilada passa per una acilació al citosol de la cèl·lula, concretament per la n-octanoilació, tot i que rarament es produeix la n-decanoilació. És una reacció catalitzada per l'enzim ghrelina O-acil transferasa, el qual afegeix l'àcid octanoic al tercer aminoàcid de la molècula, la serina, donant lloc a l'hormona en la seva forma activa, la qual és secretada a l'estómac. Experimentalment, s'ha demostrat que els àcids grassos utilitzats per l'acilació de la ghrelina provenen dels lípids ingerits directament i no dels que el cos humà ha sintetitzat per si mateix.
El receptor de la ghrelina s'anomena GHS-R i és una proteïna constituïda per set dominis transmembrana i es localitza a l'hipotàlem i la hipòfisi. Per aquesta raó, la ghrelina sintetitzada a l'epiteli de l'estómac és absorbida per la sang al jejú i viatja fins a acoblar-se a aquests receptors, els quals després secreten la GH. La duració de la ghrelina acilada a la sang és de 9 a 13 minuts i la seva secreció està regulada pel sistema nerviós, de forma que s'ha demostrat experimentalment que la concentració de ghrelina en sang disminueix al final de cada àpat. Com a conseqüència de la hormona GH, es secreten àcids gàstrics i augmenta l'adiposicitat, el que provoca un augment de la gana.

## Funcions
La ghrelina duu a terme moltes funcions dins del nostre metabolisme.

### Endocrina
La ghrelina actua com a lligand de receptors de secretagogs de l'hormona del creixement (GHS-R).
A través dels receptors GHS-R s'uneixen unes substàncies sintètiques peptídiques, com per exemple el GHRP-6 (GH releasing peptide) com la espiroindolina L-163,191, estimulant la secreció de GH. La Ghrelina actua com a lligand endogen d'aquest receptor. El seu grup N-octanoil en la serina 3 és essencial per travessar la barrera hematoencefàlica i unir-se al receptor GHS i estimular la producció de GH. Té un efecte sinèrgic amb l'hormona alliberadora del GH (GHRH) però actuen amb diferents mecanismes. S'ha vist que els receptors GHS necessiten la GHRH per poder secretar la GH, ja que la Ghrelina només pot actuar al màxim en presència de GHRH, afavorint així el metabolisme energètic.
Tot i això, la ghrelina no és indispensable, s'han realitzat diversos experiments amb ratolins amb el gen de la Ghrelina i el seu creixement no s'ha vist afectat.

### Orexigèniques
Aquest efecte orexigènic es va veure per primer cop l'any 2000, quan en un estudi de l'hormona GH es va injectar ghrelina a voluntaris i es va observar que el 75% dels individus patien un augment de gana com a efecte colateral. En posteriors experiments, es va administrar ghrelina exògena a rates, les quals van mostrar un augment de la ingesta i sobrepès; aquest creixement no va ser ni longitudinal ni de massa corporal, perquè era degut a un augment del teixit adipós i la reducció de la utilització de greixos.
Mitjançant anàlisis immunohistoquímiques, s'ha observat que al nucli arquejat de l'hipotàlem (nucli infundibular), regulador de la gana, hi ha cèl·lules neuronals que contenen ghrelina. Aquestes cèl·lules interaccionen amb neurones que contenen el neuropèptid Y (NPY), que estimula l'alliberació de pèptids orexigènics. Així, la concentració de ghrelina augmenta abans de menjar (sensació de gana) i disminueix després de la ingesta.
El nucli arquejat també és el lloc d'actuació de la leptina, principal hormona supressora de la gana. Els efectes produïts per la ghrelina i els pèptids orexigènics estimulats per l'acció d'aquesta, són directament inhibits per la leptina.

### Homeòstasi de la pressió arterial
La ghrelina és també capaç d'actuar com a agent vasoactiu, regulant la pressió arterial.

### Cardioprotector
S'ha observat que la ghrelina també actua en receptors GHS de diferents teixits cardiovasculars. És capaç de prevenir la mort sobtada per apoptosi dels cardiomiòcits.

### Regulació del pes
La ghrelina, a més d'actuar sobre la gana, actua sobre el greix corporal. Afavoreix l'acumulació de lípids en el greix visceral i provoca la sobreexposició dels gens del greix que participen en la retenció de lípids.

## Relació de la ghrelina amb la salut
| Reguladors        | Canvis dels nivells de ghrelina                                 |
| ----------------- | --------------------------------------------------------------- |
| Ingesta de menjar | Disminueix els nivells de ghrelina criculant                    |
| Edat              | Com més augmenta l'edat més van baixant els nivells de Ghrelina |
| IMC               | A un IMC més elevat, menors els nivells de ghrelina circulant   |
| GH                | Disminueix els nivells de ghrelina criculant                    |
| Glucosa           | Disminueix els nivells de ghrelina criculant                    |
| Insulina          | Disminueix els nivells de ghrelina criculant                    |

### Relació ghrelina-obesitat
Avui dia la obesitat és, arreu del món, un greu problema de salut.

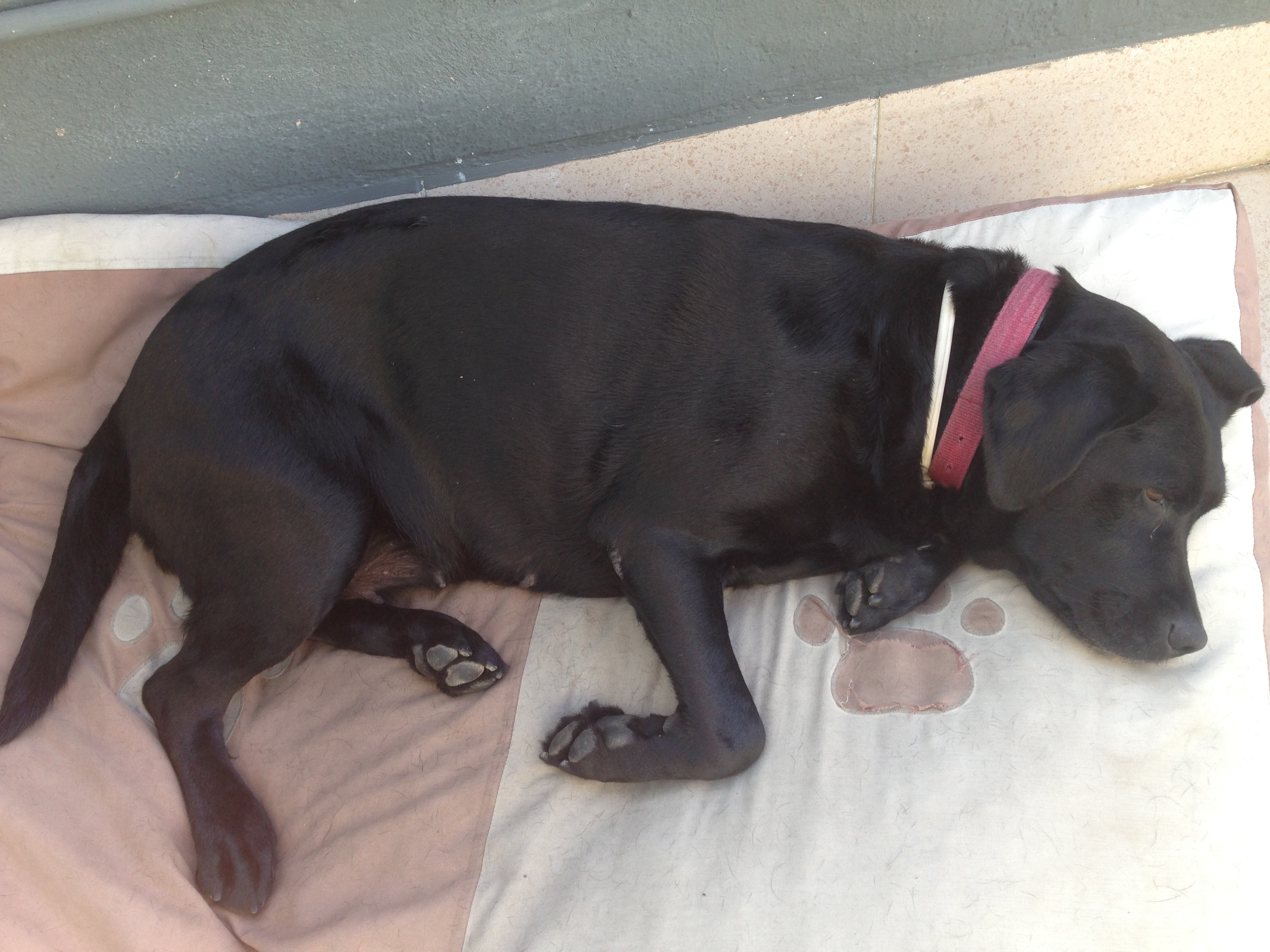
Els nivells normals de ghrelina en sang es troben al voltant de 1000 nmol/L. Un excés d'aquesta hormona pot provocar, com en aquesta imatge, sobrepés.

Com ja s'ha explicat anteriorment en aquest article, la ghrelina és una hormona que té com a funció produir gana. Per tant, a primera vista es podria creure que els obesos presenten nivells elevats de ghrelina que els fa menjar molt. Aquesta suposició seria errònia. Els nivells de ghrelina circulant de les persones obeses són inferiors i amb una variació diürna distinta als de les persones sense sobrepes.
La ghrelina, a part de provocar sensació de gana també té un paper important en la regulació del balanç energètic a llarg termini, per les (calories ingerides en front de calories consumides). S'ha demostrat que quan les persones obeses perden pes a base de dietes, els nivells de ghrelina circulant augmenten provocant així que la persona tingui més gana i torni a guanyar el pes perdut. També, quan les persones amb anorèxia nerviosa guanyen pes, els nivells de ghrelina circulant disminueixen provocant que la persona no tingui gana i torni a perdre el pes guanyat. En ambdós casos es provoca un desequilibri del balanç energètic que hi havia amb anterioritat i la ghrelina el que fa es intentar tornar a equilibrar-lo mantenint així el pes del cos.
Així doncs, seria probable que els nivells baixos de ghrelina circulant en persones obeses representin una adaptació al balanç positiu d'energia que suposa ser obès (és a dir, al fet que s'ingereixin més calories de les que es consumeixen). També hi ha la possibilitat que les persones obeses siguin sobre sensitives a la ghrelina o que els receptors GHS-R (veure estructura i metabolisme) estiguin sobre expressats. Aquesta teoria pot recolzar-se sobre el fet que una injecció d'una concentració baixa de ghrelina a una persona obesa provoca un increment de la ingesta <(al contrari que a una persona prima) i sobre el fet que una injecció d'una concentració alta de ghrelina provoca un increment de la ingesta mes significatiu en una persona obesa que en una de prima.

#### Utilització de ghrelina en tractaments contra la obesitat
Fins ara, en rosegadors s'han provat tractaments basats en inhibidors de ghrelina O-acyltranferasa (la desacilghrelina provoca un balanç energètic negatiu mitjançant la disminució de la ingesta), vacunes de ghrelina i antagonistes del receptor de ghrelina. Aquests han aconseguit disminuir la ingesta i augmentar la despesa d'energia dels animals en els quals s'han provat, per tant podrien en un futur ser una estratègia en contra de la obesitat, conjuntament amb una dieta.

### Relació Ghrelina-son
S' ha demostrat que la ghrelina és un factor que promou la son en els humans, augmentant la fase NREM (sense moviments oculars ràpids) de la son, l'activitat d'ones lentes present durant aquesta fase de la son i els nivells de GH, la concentració de la cual presenta un pic durant l'interval de son més profund.
Estudiant els nivells de ghrelina durant el període de son s'ha descobert que el nivell de concentració d'aquesta presenta un pic, juntament amb la GH, que oscil·la entre les 23:00 i les 3:00 h. Els nivells de ghrelina, per tant, incrementen durant les primeres hores de son i disminueixen durant la matinada, cosa que explicaria el fet de no tenir gana just quan et despertes. A més, al contrari del que passa durant el dia sembla que la ghrelina durant la nit no promou la gana sinó que està més aviat relacionada amb la regulació del son.
Ara bé, aquests resultats s'han observat tan sols en homes i no en dones.
En el cas que es doni la deprivació (dormir en total unes 4h) o excés (dormir-ne unes 10h) de son, els nivells de ghrelina presenten un increment, per tant a l hora de despertar-te, al contrari del que passa en el cas d'un son normal, no estan baixos cosa que provoca la sensació de gana i l'impuls de menjar.

### Ghrelina- Síndrome de Prader Willi

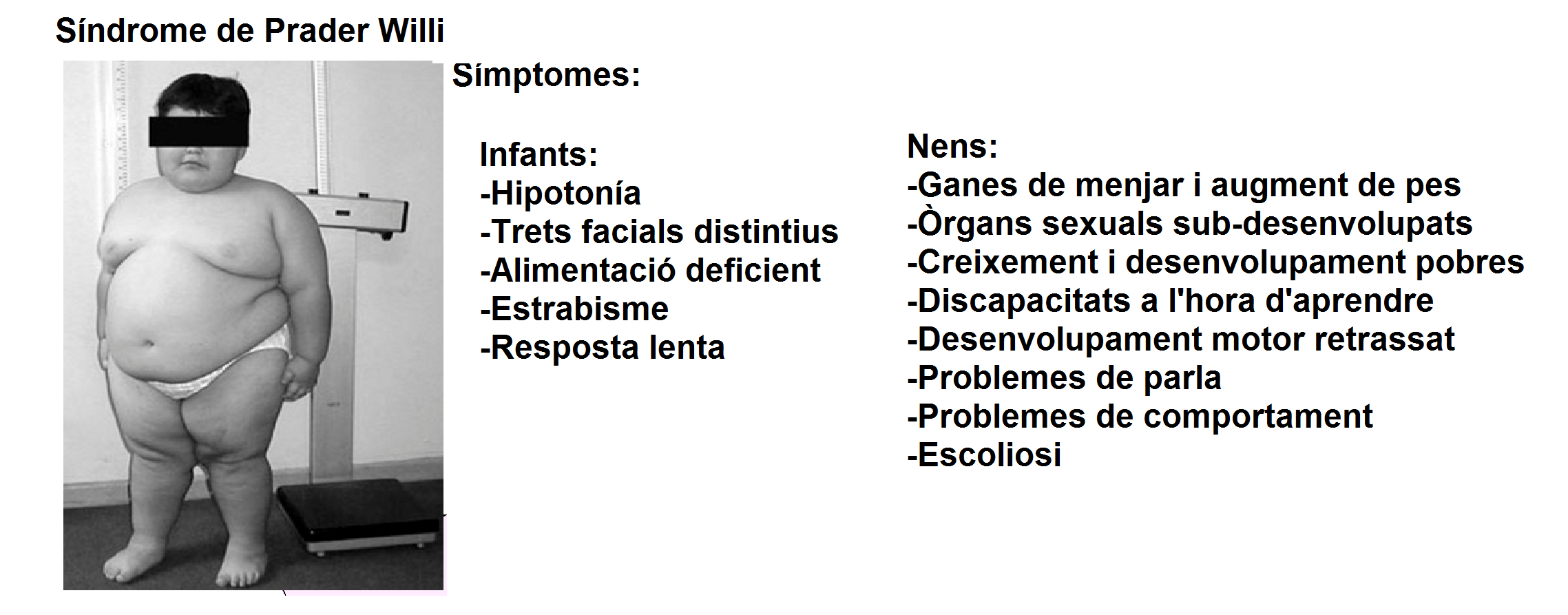
Síndrome de Prader Willi

El síndrome de Prader Willi es un síndrome caracteritzat per un retard del desenvolupament i falta de gana en la infància i per una gana excessiva progressiva i obesitat en nens. Els pacients amb aquest síndrome són tractats amb GH encara que l'administració d'aquesta hormona no els cura la fam excessiva.
En el nostre cos (com ja s'ha dit abans) trobam dos tipus de ghrelina: La acilghrelina i la desacilghrelina. La acilghrelina és la que ens provoca la gana i la desacilghrelina inhibeix l'efecte de la ghrelina. Per tant, s'ha suposat que el ràtio AG(acilghrelina)/DAG(desacilghrelina) és important a l hora de mantenir el pes.
En el PWS (Prader Willi Syndrome) es distingeixen quatre etapes nutricionals:
- 1ª a Presenten Hipotonia i dificultat per menjar
- 1ª a No presenten dificultat per menjar i presenten un creixement adequat.
- 2ª a Presenten augment de pes sense augment de gana
- 2ª b Presenten augment de pes i augment de gana
- 3ª Presenten polifagia
- 4ª Presenten un apetit insaciable

En la primera fase el ràtio AG/DAG és del mateix ordre que el ràtio AG/DAG de pacients control sans. Aquest ràtio augmenta ja en la segona fase, doncs mentre que els nivells de desacilghrelina es mantenen estables pugen desmesuradament els nivells de ghrelina. A més entre els pacients que pateixen el PWS i es troben en una segona etapa (com a mínim), tant els tractats amb GH com els que no estan tractats, presenten ràtios AG/DAG similars, cosa que ens indica que aquesta polifagia es causada per un excés de ghrelina.

### Ghrelina-Sepsia
La sèpsia és un problema seriós en la població de la tercera edat, doncs un 60% dels casos els pacients que pateixen sèpsia son majors de 65 anys- A més, un 80% de les morts ocasionades per sèpsia es troben dins aquesta franja d'edat.
Aquest augment de la incidència es creu que és degut a la deterioració del sistema immunològic.
Es va veure que l'administració de ghrelina a animals joves amb sèpsia millora la funció cardiovascular, atenua els danys a òrgans i redueix la mortalitat en animals joves, ara bé, aquesta resposta no és dona en animals més vells.
Ara bé, estudis posteriors varen demostrar que un tractament amb ghrelina i GH atenua de manera significativa les citocines pro inflamatòries i els danys a òrgans. Així doncs, es creu que la GH sensibilitza la resposta de la ghrelina.
Per tant, la injecció d'una dosi baixa de GH com a sensibilitzador de la ghrelina podria funcionar com a tractament de la sèpsia en pacients de la tercera edat.